# Campionati tedeschi di sci alpino 1975
Ai Campionati tedeschi di sci alpino 1975 furono assegnati i titoli di slalom gigante e slalom speciale, sia maschili sia femminili.

## Risultati
| Specialità      | Uomini               | Donne       |
| --------------- | -------------------- | ----------- |
| Slalom gigante  | Christian Neureuther | Irene Epple |
| Slalom speciale | Christian Neureuther | Pamela Behr |